# Hieracium concretum
Hieracium concretum es una especie de planta con flor del género Hieracium, de la familia Asteraceae, orden Asterales.

## Distribución
Hieracium concretum se distribuye por Suecia.

## Taxonomía
Fue descrita científicamente por (Dahlst. ex Zahn) Dahlst. ex Johanss. Fue publicada en Ark. Bot., Stockh. 21a, No. 15, 61 (1927 P. 61).